# ФК Олимпија Асунсион
Клуб Олимпија (шп. Club Olimpia), познат као ФК Олимпија Асунсион, парагвајски је фудбалски клуб из Асунсиона.

## Историја
Клуб је основан 25. јула 1902. Најстарији је парагвајски фудбалски клуб. Олимпија је освојила прву титулу првака Парагваја 1912. године. Средином 1950-их, доласком новог председника Мануела Фереире који је довео у тим неколико кључних играча, започео је период доминације Олимпије. У то време је изграђен стадион Мануел Фереира.
Први међународни успех клуб је остварио 1960. у првом издању Копа либертадореса, када је у финалу поражен од уругвајског Пењарола. Кључни догађај у историји клуба био је избор Освалда Домингеза Диба за председника 1975. године, који је за тренера поставио Луиса Алберта Кубиља под чијим вођством 1979. године клуб први пут је осваја Копа либертадорес. Исте године освајају трофеј Копа Интерамерикана и потом Интерконтинентални куп, када су поразили европског вицешампиона Малме. Наставили су да постижу успехе и у домаћем првенству, освојили су шест титула узастопно у периоду од 1978. до 1983.
Године 1990. поново је поново су освојили Копа либертадорес, исти успех су поновили 2002. године, на тачно сто година од оснивања клуба. Олимпија је освојила чак 47 титула у домаћем првенству (јул 2025. године).

## Успеси
- Прва лига Парагваја:
  - Првак (47): 1912, 1914, 1916, 1925, 1927, 1928, 1929, 1931, 1936, 1937, 1938, 1947, 1948, 1956, 1957, 1958, 1959, 1960, 1962, 1965, 1968, 1971, 1975, 1978, 1979, 1980, 1981, 1982, 1983, 1985, 1988, 1989, 1993, 1995, 1997, 1998, 1999, 2000, 2011. Клаусура, 2015. Клаусура, 2018. Апертура, 2018. Клаусура, 2019. Апертура, 2019. Клаусура, 2020. Клаусура, 2022. Клаусура, 2024. Клаусура
- Куп Парагваја (1): 2021.
- Суперкуп Парагваја (1): 2021.
- Турнир Републике (2): 1976, 1992.
- Плакета Милингтон Дрејк (4): 1943, 1947, 1948, 1951.

- Међународни успеси:
  - Интерконтинентални куп (1): 1979.
  - Копа либертадорес (3): 1979, 1990, 2002.
  - Суперкуп Судамерикана (1): 1990.
  - Копа Интерамерикана (1): 1979.
  - Рекопа Судамерикана (2): 1991, 2003.